# Jõhvi FC Lokomotiv
El Jõhvi FC Lokomotiv es un equipo de fútbol de Estonia que juega en la II liiga, la cuarta liga de fútbol más importante del país.

## Historia
Fue fundado el 2 de junio de 1999 en la ciudad de Jõhvi con el nombre Jõhvi FC Orbiit, el cual cambiaron al finalizar la temporada 2011 tras cambiarlo por el nombre actual.
Lograron el ascenso a la Meistriliiga por primera vez en la temporada 2013 tras quedar subcampeón, esto porque el campeón fue el FC Levadia II Tallinn, que por ser un equipo filial, no puede jugar en la Meistriliiga.

## Palmarés
- II Liiga Ida/Pohl: 1

2012
- II Liiga Norte: 1

2009
- III Liiga: 1

2005
- IV Liiga: 1

1999

## Temporadas

### Números por temporada
| Temporada | Liga | Pos. | J  | G  | E | P  | GF | GC | GD  | Pts. | Goleador                  |
| --------- | ---- | ---- | -- | -- | - | -- | -- | -- | --- | ---- | ------------------------- |
| 1999      | 5E   | 1    | 20 | 13 | 3 | 4  | 44 | 22 | 22  | 42   | Ruslan Berov (14)         |
| 2000      | 4E   | 2    | 16 | 9  | 3 | 4  | 39 | 25 | 14  | 30   | Jevgeni Guzovski (8)      |
| 2001      | 4E   | 8    | 18 | 4  | 5 | 9  | 32 | 44 | –8  | 17   |                           |
| 2002      | 4E   | 2    | 18 | 10 | 6 | 2  | 59 | 24 | 25  | 36   | Sergei Kuzmitšov (23)     |
| 2003      | 4E   | 5    | 18 | 8  | 4 | 6  | 46 | 36 | 10  | 28   |                           |
| 2004      | 4E   | 4    | 18 | 10 | 1 | 7  | 62 | 30 | 32  | 31   | Aleksandr Kulatšenko (13) |
| 2005      | 4E   | 1    | 22 | 15 | 6 | 0  | 69 | 22 | 47  | 51   | Aleksandr Marašov (14)    |
| 2006      | 3E/N | 6    | 28 | 11 | 5 | 12 | 47 | 44 | 3   | 38   |                           |
| 2007      | 3E/N | 5    | 26 | 12 | 6 | 8  | 45 | 26 | 19  | 42   |                           |
| 2008      | 3E/N | 4    | 26 | 14 | 6 | 6  | 68 | 28 | 40  | 48   | Aleksandr Marašov (21)    |
| 2009      | 3E/N | 1    | 26 | 18 | 5 | 3  | 84 | 36 | 48  | 59   | Aleksandr Avdeev (23)     |
| 2010      | 2    | 10   | 36 | 6  | 4 | 26 | 35 | 82 | –47 | 22   | Aleksandr Marašov (8)     |
| 2011      | 3E/N | 5    | 26 | 11 | 8 | 7  | 48 | 37 | 9   | 41   |                           |
| 2012      | 3    | 1    | 26 | 20 | 6 | 0  | 79 | 16 | 63  | 66   | Vassili Kulik (18)        |
| 2013      | 2    | 2    | 36 | 20 | 9 | 7  | 80 | 39 | 41  | 69   | Andrei Jõgi (13)          |

## Jugadores destacados
- Aleksandr Kulatšenko